# أوغان
أوغان هي قرية في مقاطعة سراب، إيران. عدد سكان هذه القرية هو 1,600 في سنة 2006.